# سامسونج جالكسي نوت إيدج
سامسونج جالكسي نوت إيدج (بالإنجليزية: Samsung Galaxy Note)‏ هو هاتف ذكي من إلكترونيات سامسونج ضمن سلسلة جالكسي نوت يعمل بنظام أندرويد تم الكشف عنه في 3 سبتمبر 2014 في معرض إيفا برلين، تم طرحه في الأسواق الأمريكية و الكورية حتى هذه اللحظة.

## الخصائص
- نظام التشغيل: أندرويد
- الكاميرا الأمامية: 3.7 ميجابكسل
- الكاميرا الخلفية: 16 ميجابكسل
- الوزن: 174 غ (6.1 أونصة)
- الذاكرة: 3 جيجابايت
- التخزين: 64 جيجابايت ذاكرة وميضية
- بطارية: 3000 ملي امبير (ليثيوم)